# Смена топонимов в Греции

Belytza (1829 г.)

Смена топонимов в Греции — систематическая замена (главным образом возвращение прежних греческих) топонимов с негреческой этимологией на топонимы с этимологией греческой, как часть политики и идеологии ре-эллинизации.
В 1833 г. выяснилось, что примерно 50 % всей топонимики на территории маленького и молодого греческого королевства имели негреческую этимологию — в основном славянскую, турецкую, арванитскую и арумынскую.
С 1833 по 1998 годы были изменены/возвращены названия более половины населенных пунктов Греции.
Изменения затрагивали все виды топонимов.

## Замена основных топонимов
|                                        | Морея                                                                           | Возвращено предыдущее греч. Πελοπόννησος Пелопоннисос | болг. Морея; алб. Morea; тур. Mora; сербохорв. Moreja; рум. Moreea                        | славянское от «море» оспаривается | макроним и хороним      | сразу после создания Греческого королевства были закреплены названия символических топосов: Мистра, Спарта, из греческого Пендадактилос в греческий Тайгет, из Вощица в Эйон, из Триполица в Триполис | повсеместно использовавшееся в Средние века, также отраженное в названии Морейская хроника (Το χρονικόν του Μορέως) |  |
|                                        | Бистрица                                                                        | греч. Αλιάκμονας, Альякмонас                          | болг. Бистрица; алб. Bistricë; тур. İnce Karasu; сербохорв. Bistrica; рум. Bistrița       | южнославянский                    | гидроним                | до Балканских войн на неоосманских картах использовалось её южнославянское название. | |  |
|                                        | Саламбрия                                                                       | греч. Πηνειός, Пиньос или Пеней                       | англ. Salamvrias or Salavrias; греч. Γαστούνης; греч. Σαλα[μ]βριάς; сербохорв. Salambrija | негреческий                       | гидроним                | после 1881 г. | |  |
|                                        | Аламана                                                                         | греч. Σπερχειός, Сперхиос                             | греч. Αλαμάνα                                                                             | немецкий                          | гидроним                | после 1832 г. | |  |
|                                        |                                                                                 | Тополия                                               | греч. Υλίκη, Илики                                                                        | болг. Тополия                     | славянский              | гидроним | после 1875 г. |  |
| Царовица                               | греч. Τριχωνίς ή Τριχωνίδα, Трихонис, Этолия и Акарнания (периферийная единица) | болг. Царовица, греч. Σαυροβίτσας                     | славянский                                                                                | гидроним                          | после 1832 г.           | | |  |
| Карпеница                              | { Карпенисион                                                                   | греч. Καρπενήσι                                       | латинский-арумынский                                                                      | ойконим                           | после 1832 г.           | | |  |
| Чамерия, южная часть Османской Албании | болг. Чамерия — «сосновый лес»; Эпир (периферия)                                | греч. Τσαμουριά; алб. Çamëria                         | славянский                                                                                | хороним                           | после 1912 г. Теспротия | | |  |